# Союз-38
Союз-38 — радянський космічний корабель (КК) серії «Союз», типу Союз 7К-Т. Серійний номер 54. Реєстраційні номери: NSSDC ID: 1980-075A; NORAD ID: 11977. Чотирнадцятий політ до орбітальної станції Салют-6; дванадцяте успішне стикування. Сьомий міжнародний політ за програмою Інтеркосмос.

## Параметри польоту
- Маса корабля — 6800 кг
- Нахил орбіти — 51,63°

## Екіпаж
- Основний

Командир ЕП-8 Романенко Юрій Вікторович
Космонавт-дослідник ЕП-8 Арнальдо Тамайо Мендес
- Дублерний

Командир ЕП-8 Хрунов Євген Васильович
Космонавт-дослідник ЕП-8 Хосе Армандо Лопес-Фалькон

## Хронологія польоту
Скорочення в таблиці: ЗСП — задній стикувальний порт
Позначення на схемах: S6 — орбітальна станція «Салют-6»; F — корабель типу «Союз»
| Дата       | Час (UTC) | Подія | Схема                   |
| ---------- | --------- | --- | ----------------------- |
| 1980 рік   |           | |                         |
| 18 вересня | 19:11:03  | З космодрому Байконур ракетою-носієм Союз-У (11А511У) запущено КК Союз-38 з ЕП-8 (Романенко/Мендес)                                          | Союз-37+Салют-6         |
| 19 вересня | 20:49     | Стикування КК Союз-38 з ЕП-8 до ЗСП комплексу Салют-6 — Союз-37. Екіпаж станції після стикування: Попов/Рюмін/Романенко/Мендес (ЕО-4 і ЕП-8) | Союз-37+Салют-6+Союз-38 |
| 26 вересня | 12:35     | Відстикування КК Союз-38 з ЕП-8 від ЗСП комплексу Салют-6 — Союз-37 Екіпаж станції після відстикування: ЕО-4 (Попов/Рюмін)                   | Союз-37+Салют-6         |
| 26 вересня | 15:10?    | Гальмівний імпульс КК Союз-38 | Союз-37+Салют-6         |
| 26 вересня | 15:54:27  | Посадка КК Союз-38 | Союз-37+Салют-6         |